# 奉贤城墙
奉贤城墙，位于中国上海市奉贤区奉城镇，始建于明代洪武十九年（1386年），1950年后逐步拆毁，现仅存北门附近墙段。
奉贤城墙周长6里，设有朝阳、镇海、阜成、拱辰四门。

## 历史
明代洪武十九年（1386年），信国公汤和亲自督造城墙，当时称作青村堡。清代雍正四年至九年，扩建城墙。1930年，拆西门月城；1937年11月，东门、南门被日军炸毁；1949年后，城墙陆续被拆毁，现只剩余拱辰门附近一段。1997年，城墙被公布为奉贤区文物保护单位。2000年，古城墙向北平移了四十余米，并在城台上恢复了望楼。